# نانگ فونگ هونگ
نانگ فونگ هونگ (انگلیسی: Ng Fung Hong) شرکت دولتی عمده‌فروشی هنگ کنگی است، که در سال ۱۹۵۱ تأسیس شد.